# Praesens
«Praesens» («Презенс»; с латинского: «настоящее время») — польский коллектив художников-авангардистов и архитекторов, действовавший в 1926—1930 годах и образовавшийся после роспуска группы «Blok».

## История
Группа была создана в Варшаве в 1926 году. В число основателей группы «Praesens» входили выпускники архитектурного факультета Варшавского политехнического университета, а также многочисленные художники-авангардисты, ранее связанные с группой «Blok». В 1928 году «Praesens» стала польским отделением Международного конгресса современной архитектуры (CIAM).
В архитектуре члены «Praesens» стремились создать доступное жильё с помощью функционализма. Идеи, поддерживаемые членами «Praesens», имели много общего с идеями художников, связанных с веймарским Баухаусом, голландским «Де Стейл» и московским ВХУТЕМАСом. Среди других проектов архитекторы, связанные с «Praesens», внесли свой вклад в проектирование жилищного кооператива в Варшаве в районе Раковец (1936 год).
В состав группы входили архитекторы Барбара и Станислав Брукальский, Богдан Ляхерт, Шимон и Хелена Сыркус, Юзеф Шанайца и Юзеф Малиновский, а также художники Владислав Стржеминский, Катажина Кобро, Генрик Стажевский, Александр Рафаловский, Мария Люция Нич-Боровякова, Ян Голус, Кароль Крыньски, Ромуальд Камиль Витковский и Казимеж Подсадецкий. Шимон Сыркус взял на себя руководство группой, а Хелена Сыркус стала секретарём. Трое членов группы, Владислав Стржеминский, Катажина Кобро и Генрик Стажевский, в 1929 году основали группу «a.r.»